# Instituto de Matemática Pura e Aplicada
O Instituto de Matemática Pura e Aplicada (IMPA) é uma unidade de ensino e pesquisa qualificada como Organização Social (OS), vinculada ao Ministério da Ciência, Tecnologia, Inovações e Comunicações (MCTIC) e ao Ministério da Educação (MEC).
Atualmente localizado no bairro do Jardim Botânico (Zona Sul do Rio de Janeiro), o IMPA foi fundado em 15 de outubro de 1952. Foi a primeira unidade de pesquisa do Conselho Nacional de Pesquisas (CNPq), agência federal de fomento criada um ano antes.
O IMPA se tornou uma das mais respeitadas e reconhecidas unidades mundiais de pesquisa matemática. A forma como a instituição seleciona pesquisadores, pós-doutores e estudantes está na origem da excelência no desempenho e do prestígio angariados pelo IMPA. Os critérios de escolha são e sempre foram rigorosos. Daí resulta um corpo científico de primeira linha, que nada fica a dever aos centros de pesquisa de destaque internacional.
Fundado por Lélio Gama, Leopoldo Nachbin e Maurício Peixoto, o IMPA tem como missão primordial o estímulo à pesquisa científica, a formação de novos pesquisadores e a disseminação e o aprimoramento da cultura matemática no Brasil. O conhecimento matemático é fundamental para o desenvolvimento científico e tecnológico, que são componentes indispensáveis ao progresso econômico, social e humano.
Desde 2015, o IMPA é dirigido pelo pesquisador titular Marcelo Viana.

## História
Logo ao ser criado, o IMPA não dispunha de sede. Foi alojado, inicialmente, em uma sala no Centro Brasileiro de Pesquisas Físicas (CBPF), na Praia Vermelha, Zona Sul do Rio. O corpo científico era formado pelo diretor, o astrônomo Lélio Gama - que também dirigia o Observatório Nacional -, e pelos jovens matemáticos Leopoldo Nachbin e Maurício Peixoto.
Gama teve papel fundamental na consolidação do recém-criado instituto. Nachbin e Peixoto seriam, mais tarde, os primeiros brasileiros convidados a proferir palestras no Congresso Internacional de Matemáticos, uma das maiores distinções na carreira de um matemático.
A organização do 1º Colóquio Brasileiro de Matemática, com cerca de 50 participantes, em 1957, representou um marco na contribuição do IMPA para o desenvolvimento da Matemática brasileira como um todo. Desde então, o Colóquio vem ocorrendo a cada dois anos, de modo ininterrupto.
Ainda em 1957, o IMPA se mudou para a Rua São Clemente, em Botafogo, também na Zona Sul carioca. Cinco anos depois, começaram os programas de mestrado e doutorado em Matemática, por meio de convênio firmado com a Universidade Federal do Rio de Janeiro (UFRJ), então emitente oficial dos títulos de mestre e doutor.
Em 1967, o IMPA se mudou para um casarão centenário na Rua Luiz de Camões (Centro do Rio), hoje sede do Centro Cultural Hélio Oiticica. No ano seguinte, com apoio do Banco Nacional de Desenvolvimento Econômico (hoje BNDES) e, posteriormente, da Financiadora de Estudos e Projetos (Finep), além do CNPq, o IMPA ampliou seus quadros, com a contratação de pesquisadores em atividade no exterior ou em fase final de doutorado nas melhores instituições estrangeiras.
O matemático Lindolpho de Carvalho Dias assumiu a direção do IMPA em 1968. Ao longo dos 22 anos em que exerceu a função, ele comandou e consolidou o crescimento do instituto. No período, foi construída a primeira sede própria do IMPA, no Jardim Botânico, inaugurada em 1981.

## Desenvolvimento
Na década de 1970, mudanças institucionais no CNPq proporcionaram ao IMPA um salto qualitativo e a ampliação de suas atividades. Foi criado um corpo próprio permanente de pesquisadores. Até então, os pesquisadores eram mantidos por meio de bolsas de estudo ou tinham ocupações em outras instituições.
Foram estabelecidas novas áreas de pesquisa: geometria algébrica, geometria diferencial, probabilidade, estatística, pesquisa operacional,  otimização  e economia matemática. Anteriormente, as atividades estavam concentradas em sistemas dinâmicos, análise e topologia diferencial. Mais tarde, seriam consolidados os campos de equações diferenciais parciais, dinâmica dos fluidos e computação gráfica. Recentemente, acrescentaram-se geometria simplética e matemática discreta.
Em 1971, o IMPA se tornou a primeira instituição matemática com mandato do Conselho Federal de Educação para outorgar graus de mestre e doutor. A novidade permitiu que o programa de mestrado e doutorado adquirisse caráter regular. Desde então, a pós-graduação acadêmica do IMPA tem obtido classificação máxima na avaliação da Coordenação de Aperfeiçoamento de Pessoal de Nível Superior (Capes).
A sede própria no Horto Florestal do Jardim Botânico foi inaugurada em julho de 1981, com a realização do Simpósio Internacional de Sistemas Dinâmicos.
Em duas ocasiões, Lindolpho de Carvalho Dias foi substituído temporariamente na direção geral pelo matemático Elon Lages Lima, também eleito diretor no período 1989-1993. Lima colocou seu enorme prestígio acadêmico a serviço da causa da educação. O Programa de Aprimoramento de Professores de Matemática do Ensino Médio (PAPMEM), criado em 1990, abriu uma nova e importante frente de atuação do instituto.
O matemático Jacob Palis foi eleito diretor-geral em 1993. Ele ocuparia o cargo por dez anos, período de notável crescimento do prestígio internacional do IMPA.
A tendência de internacionalização do IMPA se acentuou na gestão do matemático César Camacho de 2004 a 2015, período caracterizado pela renovação do quadro científico, com a contratação de jovens pesquisadores.
Em 2005, foi criada a Olimpíada Brasileira de Matemática das Escolas Públicas (OBMEP), iniciativa de enorme impacto social que reafirma, de maneira contundente, o compromisso do IMPA com a disseminação do conhecimento matemático. Realizada anualmente pelo IMPA com recursos do Ministério da Educação e do Ministério da Ciência, Tecnologia, Inovações e Comunicações e apoio da Sociedade Brasileira de Matemática (SBM), a OBMEP conta com a participação de mais de 18 milhões de alunos em praticamente todos os municípios brasileiros, a quase totalidade da população estudantil do 6º ano do Ensino Fundamental ao último ano do Ensino Médio. Desde 2017, é aberta a todas as escolas brasileiras, públicas e privadas.
Em 2011, o IMPA passou a integrar a rede de instituições de ensino superior que executam o Mestrado Profissional em Matemática em Rede Nacional (PROFMAT). Trata-se de programa de pós-graduação semipresencial voltado à capacitação do professor de matemática da educação básica, coordenado pela SBM com apoio do IMPA.

## IMPA Tech
Em 2024, foi criado o Impa Tech, o primeiro curso de graduação do Impa. Com duração de quatro anos, o bacharelado em Matemática, Tecnologia e Inovação tem como objetivo capacitar os estudantes para uma entrada efetiva no mercado de inovação e tecnologia. O IMPA Tech é um curso de ensino superior gratuito, financiado pelo Governo Federal por meio do Ministério da Ciência, Tecnologia e Inovação (MCTI) e do Ministério da Educação (MEC).
A graduação está localizada no Porto Maravalley, um hub tecnológico da Prefeitura do Rio de Janeiro, na zona portuária. Em um galpão de 10 mil m², o IMPA Tech ocupa o mesmo espaço de empresas e startups do setor de tecnologia, criando um ambiente propício para unir o meio acadêmico ao mercado de trabalho.

## Destaque Internacional e a OS, nova forma de gestão
Durante a gestão de Jacob Palis, o prestígio internacional pôde ser aferido pelo fato de, de 1991 a 1998, o IMPA ter sediado a União Matemática Internacional (IMU). Palis ocupou o cargo de secretário-geral durante a estada brasileira da IMU.
Outro fato marcante de seu mandato foi a qualificação do IMPA como Organização Social (OS), em 2000. Seis anos antes, a comissão do Ministério de Ciência e Tecnologia que avaliou os institutos de pesquisa concluiu que “a excelência do IMPA faz dele um modelo do que deve ser um instituto nacional de pesquisa básica e a ele devem ser proporcionadas as condições que lhe permitam preservar esta excelência”.
Também nesse período, o IMPA foi transferido formalmente do CNPq para o Ministério da Ciência e Tecnologia, o que acelerou os estudos, iniciados um ano e meio antes, para a transformação do instituto em OS, que veio a se concretizar um ano depois.
O novo modelo manteve o instituto na esfera pública, mas lhe conferiu maior flexibilidade administrativa, além de mais visibilidade e transparência em suas atividades.
O IMPA assinou, em 2004, contrato com o Centre National de la Recherche Scientifique (CNRS), principal agência francesa de fomento científico. O acordo qualificou o IMPA como Unidade Mista Internacional (UMI) do CNRS. Com isso, os melhores matemáticos franceses podem realizar estágios de longa duração no IMPA sem ônus para o instituto. O contrato vem sendo renovado a cada quatro anos.
A partir de 2016, a UMI passou a ter o nome de Jean-Christophe Yoccoz, em homenagem ao matemático ganhador da Medalha Fields em 1994, pesquisador honorário e importante colaborador do IMPA.
Em 1995, o IMPA sediou a reunião internacional que criou a União Matemática da América Latina e do Caribe. Em 2011, voltou a sediar a criação de uma organização internacional em matemática: o Conselho de Matemática das Américas.
O matemático brasileiro Artur Avila, pesquisador e doutor egresso do IMPA, ganhou, em 2014, com a Medalha Fields, a mais prestigiosa distinção da matemática mundial. No mesmo ano, o IMPA foi honrado com o direito de organizar dois eventos maiores do calendário matemático mundial: a Olimpíada Internacional de Matemática (IMO) de 2017 e o Congresso Internacional de Matemáticos (ICM) de 2018, ambos no Rio de Janeiro.
Em 2016, na sequência de iniciativa originada no IMPA, o Congresso Nacional aprovou a Lei do Biênio da Matemática (Lei 13.358), que dedicou os anos de 2017 e 2018 à causa da matemática, em homenagem à realização no país da IMO 2017 e do ICM 2018. O período do Biênio da Matemática representou um enorme esforço do IMPA para aproximar a matemática da sociedade brasileira, por meio de iniciativas como o Festival da Matemática Arquivado em 4 de setembro de  2019, no Wayback Machine., lançado em 2017.
O IMPA e a SBM lideraram, em 2018, a candidatura bem-sucedida do Brasil para integrar o Grupo 5, o grupo de elite da União Matemática Internacional, juntamente com as dez nações mais avançadas na área. Nesse ano, foi lançada a pedra fundamental do novo campus do IMPA, em terreno adjacente ao que o instituto ocupa no Jardim Botânico, doado quatro anos antes por patrocinadores privados. O novo campus permitirá a expansão das atividades do IMPA e de sua capacidade de atuação em prol da ciência e da educação no Brasil.

## Diretores-gerais
|   | Diretor                    | Período                                                 |
| 1 | Lélio Gama                 | 1952 – 1966                                             |
| 2 | Lindolpho de Carvalho Dias | 1966 – 1989 (Interrompido em 1969 – 1971 e 1978 – 1979) |
| 3 | Elon Lages Lima            | 1969 – 1971, 1978 – 1979 e 1989 – 1993                  |
| 4 | Jacob Palis                | 1993 – 2003                                             |
| 5 | César Camacho              | 2003 – 2015                                             |
| 6 | Marcelo Viana              | 2015 – Atualmente                                       |

## Áreas de pesquisa
- Álgebra
- Análise e equações diferenciais parciais
- Computação gráfica
- Dinâmica dos fluidos
- Economia matemática
- Geometria complexa e folheações holomorfas
- Geometria diferencial
- Geometria simplética
- Otimização
- Probabilidade
- Sistemas dinâmicos e teoria ergódica